# KrAZ Spartan
Die KrAZ Spartan (ukrainisch КрАЗ Спартан) ist ein geschütztes Fahrzeug, das als Mannschaftstransporter für bis zu sechs Personen dient. Dabei handelt es sich um eine Lizenzproduktion des STREIT Group Spartan durch den ukrainischen Fahrzeughersteller KrAZ.

## Technik
Das geschützte Radfahrzeug basiert auf dem 4×4-Chassis der Ford F-Serie F550. Der KrAZ Spartan hat eine Masse von 8,8 Tonnen und wird von einem Ford V8-Dieselmotor mit Turbolader angetrieben, der mit 6,7 Litern Hubraum 221 kW (300 PS) bei 2800/min leistet.
Eine kugelsichere Windschutzscheibe soll der Besatzung Schutz vor 7,62-mm-Geschossen bieten. Der Mannschaftsraum ist über eine Tür am Fahrzeugheck zugänglich, maximal sechs Soldaten finden darin Platz. Im Oktober 2016 wurde auf der Messe Arms and Security eine selbstfahrende Version des KrAZ Spartan vorgestellt, die gemeinsam mit dem ukrainischen Unternehmen Infocom Ltd Automation entwickelt wurde.

## Bewaffnung
Der KrAZ Spartan kann mit verschiedenen Waffen ausgestattet werden, so z. B. mit einem schweren 12,7-mm-Maschinengewehr oder einem 40-mm-Granatwerfer in einer gepanzerten Kuppel. Einige Spartans der Ukraine sind mit der ferngesteuerten Waffenstation Sarmat ausgestattet, die mit einem 12,7-mm-Maschinengewehr und vier Korsar-Panzerabwehrraketen aus ukrainischer Produktion bewaffnet ist.

## Kampfeinsätze
Der KrAZ Spartan wird von der Ukraine im Russisch-Ukrainischen Krieg eingesetzt. Laut dem Oryx-Blog gingen mit Stand Dezember 2024 mindestens zwölf Fahrzeuge verloren.

## Nutzer
- Ukraine: 31 Spartan im Jahr 2015 erhalten.
- Libyen: Insgesamt 750 Fahrzeuge im Zeitraum 2012/2013 erhalten. Die Finanzierung des Deals erfolgte möglicherweise durch die USA oder durch die Vereinigten Arabischen Emirate.[6]
- Nigeria: 100 Spartan verschiedener Versionen im Zeitraum 2014/2016 erhalten[6][7]